# 西藏宽裂黄堇
西藏宽裂黄堇（学名：Corydalis latiloba var. tibetica）为罂粟科紫堇属下的一个变种。

## 扩展阅读
- 維基物種上的相關：西藏宽裂黄堇